# 鋳物師 (伊丹市)
鋳物師（いもじ）は、兵庫県伊丹市の地名。現行の行政地名は鋳物師一丁目から鋳物師五丁目。住居表示は未実施(地番整理済み)。

## 地理
旧川辺郡伊丹町の最北端に当たる地域。北を川西市久代、東を北伊丹、南を北園、西を緑ケ丘と接する。
町内の全域が伊丹市立瑞穂小学校および東中学校の校区に属する。

### 地名の由来
『川辺郡誌』（1914年）では鋳物師の作業場が当地に軒を連ねて「いもじ千軒」と呼ばれていたことが由来と解説されているが、それを裏付ける資料は不明とされる。後述のように、少なくとも江戸時代初期には「いもし村」と呼ばれていた。

## 歴史
摂津国川辺郡に属した地域。1617年（元和3年）の『摂津高改帳』に「いもし村」との記述が見える。当初は幕府領であったが摂津国麻田藩領となり、江戸時代前期には北村へ編入された。
1889年（明治22年）、町村制施行に伴い川辺郡伊丹町大字北村の小字鋳物師となる。1971年（昭和46年）、鋳物師1〜5丁目となった。

## 交通
町内の南側を国道171号線、東側を県道13号線（産業道路）が走っており、北村（大字としては現存せず、地域の通称として残る）が両道の交差点となっている。伊丹市バスでは北村、坂ノ下などの停留所を設置している。
町内に鉄道は走っていないが、JR西日本福知山線の北伊丹駅が徒歩圏内で利用可能。

## 施設
- ハウスウェルネスフーズ本社工場
- 臂岡天満宮

鋳物師に伊丹市の共同利用施設（公民館）は無く、緑ケ丘7丁目の東緑ケ丘センターが最寄りの施設となる。